# Doi colonei

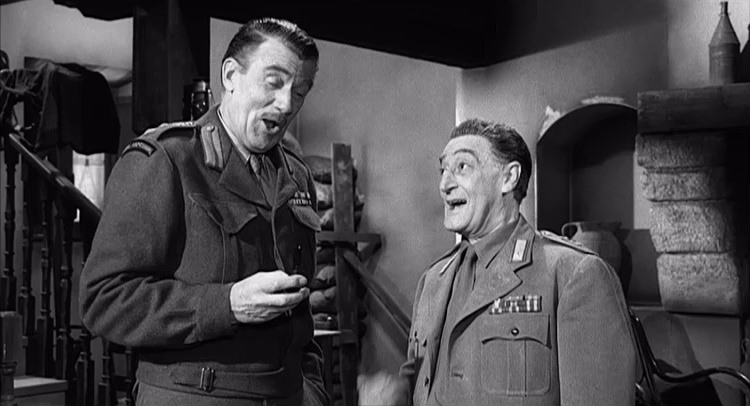
Scenă din film cu Walter Pidgeon și Totò

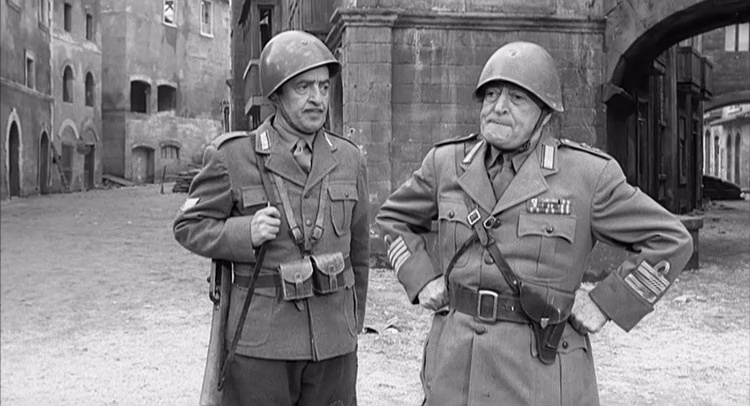
Sergentul Quaglia și colonelul Di Maggio, într-o scenă din film

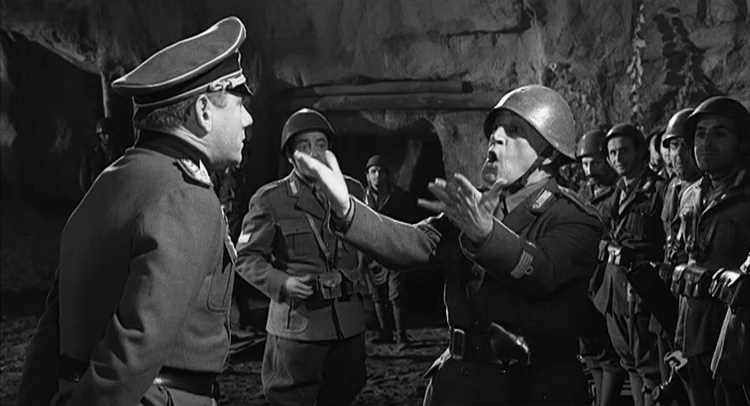
Scenă din film (maiorul Kruger și colonelul Di Maggio)

Doi colonei (titlul original: în italiană I due colonnelli) este un film de comedie italian, realizat în 1963 de regizorul Steno, protagoniști fiind actorii Totò, Walter Pidgeon, Nino Taranto și Scilla Gabel.

## Conținut
Montegreco, locul acțiunii din film, se află la granița dintre Grecia și Albania. În vara anului 1943, trupele britanice, conduse de colonelul Henderson, au ocupat localitatea pentru a treizecea oară și au guvernat-o după criterii democratice. Colonelul, fiind comandantul trupelor britanice, s-a instalat și stabilit sediul în casa lui Iride, o tânără care a devenit iubita lui. În casă, locuiește și Penelope, mama fetei. 
În iulie, deoarece colonelul Henderson consideră că forțele italiene sunt dominante, comandă retragerea și britanicii părăsesc satul. În realitate, batalionul italienilor comandat de severul colonel Antonio Di Maggio, este o trupă de câțiva soldați, rămasă fără provizii și cu foarte puțină muniție. Intrat în sat, merge și el la Iride, unde își stabilise punctul de comandă, când erau trupele sale ocupanții satului, fiind și el iubitul lui Iride, ca și colonelul Henderson.
Acest lucru continuă până la sosirea trupelor germane care ordonă comandantului italian să distrugă satul ucigând toți locuitorii, ordin pe care colonelul Di Maggio refuză să-l execute, astfel este el condamnat la moarte. Plutonul de execuție format din soldații italieni, refuză ordinul ofițerului german de a trage, așa că sunt și ei condamnați la moarte. Pe când să fie exacutați de nemți, britanicii recapturează satul, tocmai la timp pentru a-i salva pe italieni, bucurându-se cu toți de vestea că Italia tocmai a semnat un armistițiu cu aliații.

## Distribuție
- Totò – colonelul Antonio Di Maggio
- Walter Pidgeon – colonelul Timothy Henderson
- Nino Taranto – sergentul major Quaglia
- Scilla Gabel – Iride
- Adriana Facchetti – Penelope, mama Iridei
- Giorgio Bixio – soldatul Giobatta Parodi
- Gino Buzzanca – bărbierul grec
- Nino Terzo – soldatul Antonio La Padula
- Toni Ucci – Mazzetta
- Roland von Bartrop – maggiore Kruger
- Andrea Scotti – soțul Iridei
- Giancarlo Maestri – soldatul Fantini
- Gérard Herter – generalul neamț
- John Francis Lane – sergentul Mc Intire
- Mimmo Poli – bucătarul